# Ticvaniu Mic
Ticvaniu Mic – wieś w Rumunii, w okręgu Caraș-Severin, w gminie Ticvaniu Mare. W 2011 roku liczyła 339 mieszkańców. 